# 肖战波
肖战波（1975年7月22日—），是中国退役职业足球运动员，主要司职中场，也能够出任中后卫，肖战波主罚任意球的能力较为著名，曾经有多次进球或助攻。

## 足球启蒙
1984年底，辽宁体育运动学院的足球教练张引招收77、78年龄段的少年学员。肖战波的母亲战翠凤是省体育大院的体操教练，听到消息后第一时间就把肖战波送来。

## 职业生涯
1994年，肖战波代表辽宁二队参加乙级联赛。
肖战波21岁时进入辽宁一线队，其后深得老帅苏永舜的信任，成为队中主力。2001年，肖战波因待遇问题与俱乐部发生分歧，转会青岛啤酒。在这之前，肖战波主要打中场，直到青岛队主帅李章洙将他调整到后卫线上，才彰显出他的防守才能。此后，他凭借出色表现入选了中国国家队。2004年，肖战波与青岛合同期满，以自由转会形式加盟上海申花，正式公布的身价高达420万元，而外界普遍认为实际成交价远远超出这一数字，接近千万，转会成功的肖战波也是中国足坛极少数获得五年长期合同的球员。2005年底，杜威远赴苏格兰凯尔特人之后，肖战波接任申花俱乐部的队长。
2007年初申花联城大合并，肖战波成为“四队长”之一。不过2007年11月，肖战波由于在比赛前被安排为替补，擅自离开了球队，因此遭到了俱乐部处罚半年年薪的严厉制裁，被戏称为“战神门”。但是2008年他依然入选了中国国家队，并且在下半赛季重新进入申花主力阵容，在母亲逝世前后仍坚持为球队比赛。
2008年赛季结束后，由于合同期满而且年龄较大等原因，肖战波被上海申花挂牌，但是未能转会成功，处于无球可踢的状态。2010年初，一年未能参加正式比赛的肖战波在试训后得到肯定，加盟成都谢菲联，以近35岁的年龄成为中国足坛为数不多的高龄球员。而后的2011年赛季便渐渐消失在人们的视线中，可是肖战波没有真正挂靴。
2011年11月，肖战波以教练兼队员的身份加盟沈阳东进。